# Villanueva del Rosario (kommunhuvudort)
Villanueva del Rosario är en kommunhuvudort i Spanien.   Den ligger i provinsen Provincia de Málaga och regionen Andalusien, i den södra delen av landet, 400 km söder om huvudstaden Madrid. Villanueva del Rosario ligger 693 meter över havet och antalet invånare är 3 356.
Terrängen runt Villanueva del Rosario är varierad. Runt Villanueva del Rosario är det ganska glesbefolkat, med 47 invånare per kvadratkilometer. Närmaste större samhälle är Antequera, 17,5 km väster om Villanueva del Rosario. Trakten runt Villanueva del Rosario består till största delen av jordbruksmark.